# Gaonul din Vilna
Eliyahu ben Shlomo Zalman, cunoscut sub numele de Gaonul (Învățatul) din Vilna (idiș דער װילנער גאון, poloneză Gaon z Wilna, lituaniană Vilniaus Gaonas) sau Elias din Vilna, sau sub acronimul ebraic HaGra ("HaGaon Rabbenu Eliyahu") sau Eliyah Ben Solomon (n. 23 aprilie 1720, Sialiec⁠(d), Marele Ducat al Lituaniei, Belarus – d. 9 octombrie 1797, Vilna, Imperiul Rus), a fost un rabin și cărturar doct în Talmud, Halaha și Cabala și cel mai important conducător religios al evreimii lituaniene (non hasidice) din ultimele secole. El este denumit, în mod obișnuit, în ebraică, ca ha-Gaon ha-Hasid mi-Vilna, „geniul cel pios din Vilnius”.

## Combaterea hasidismului
Când iudaismul hasidic a devenit influent în Vilna (Vilnius), Gaon din Vilna, alăturându-se rabinilor și șefilor comunităților evreiești poloneze, a luat măsuri pentru a controla influența hasidică. În 1777 a fost lansată în Vilna una din primele excommunicări de către misnagdim împotriva hasidim (hasidiților), în timp ce o scrisoare a fost trimisă tuturor marilor comunități evreiești, îndemnându-le să-i combată pe hasidim, urmând exemplul celor din Vilna, și să-i urmărească până când se retrag. Scrisoarea a fost aprobată multe comunități; în Brody, de exemplu, în timpul târgului, s-a pronunțat cherem (excomunicarea) împotriva hasidim.
În 1781, când hasidim și-au reînnoit acțiunile de prozelitism, sub conducerea Rabinului Shneur Zalman din Liadi ("Ba'al Ha'tanya"), Gaon i-a excomunicat din nou, declarându-i eretici, cu care niciun evreu pios nu s-ar putea căsători. Cu toate acestea, excommunicările nu au oprit valul de hasidism.

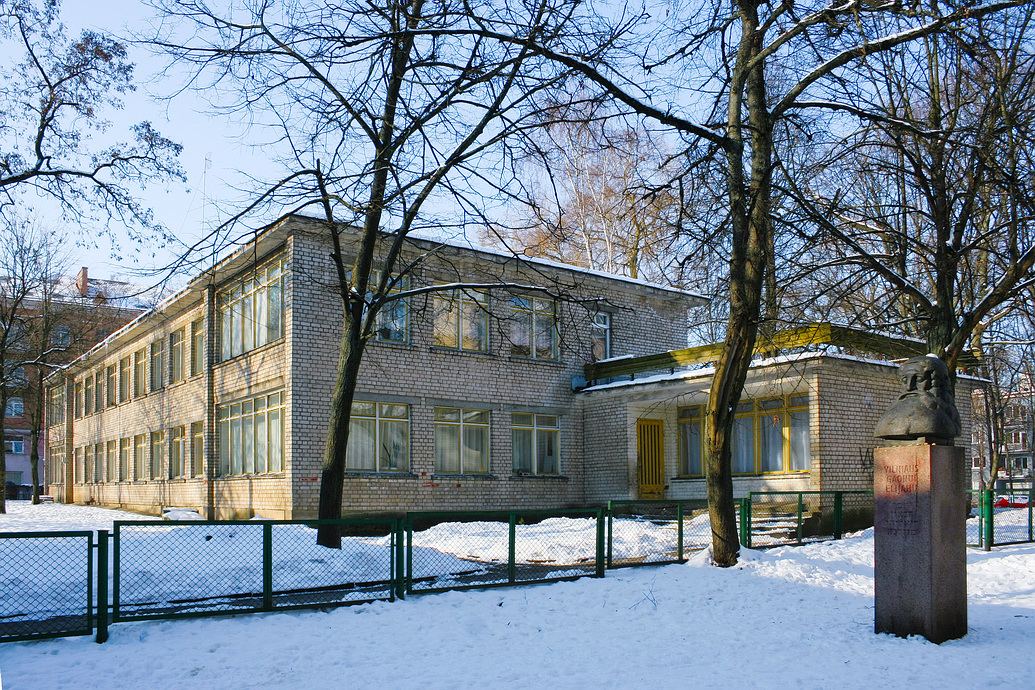
Monumentul Vilna Gaon la Sinagoga Mare din Vilna

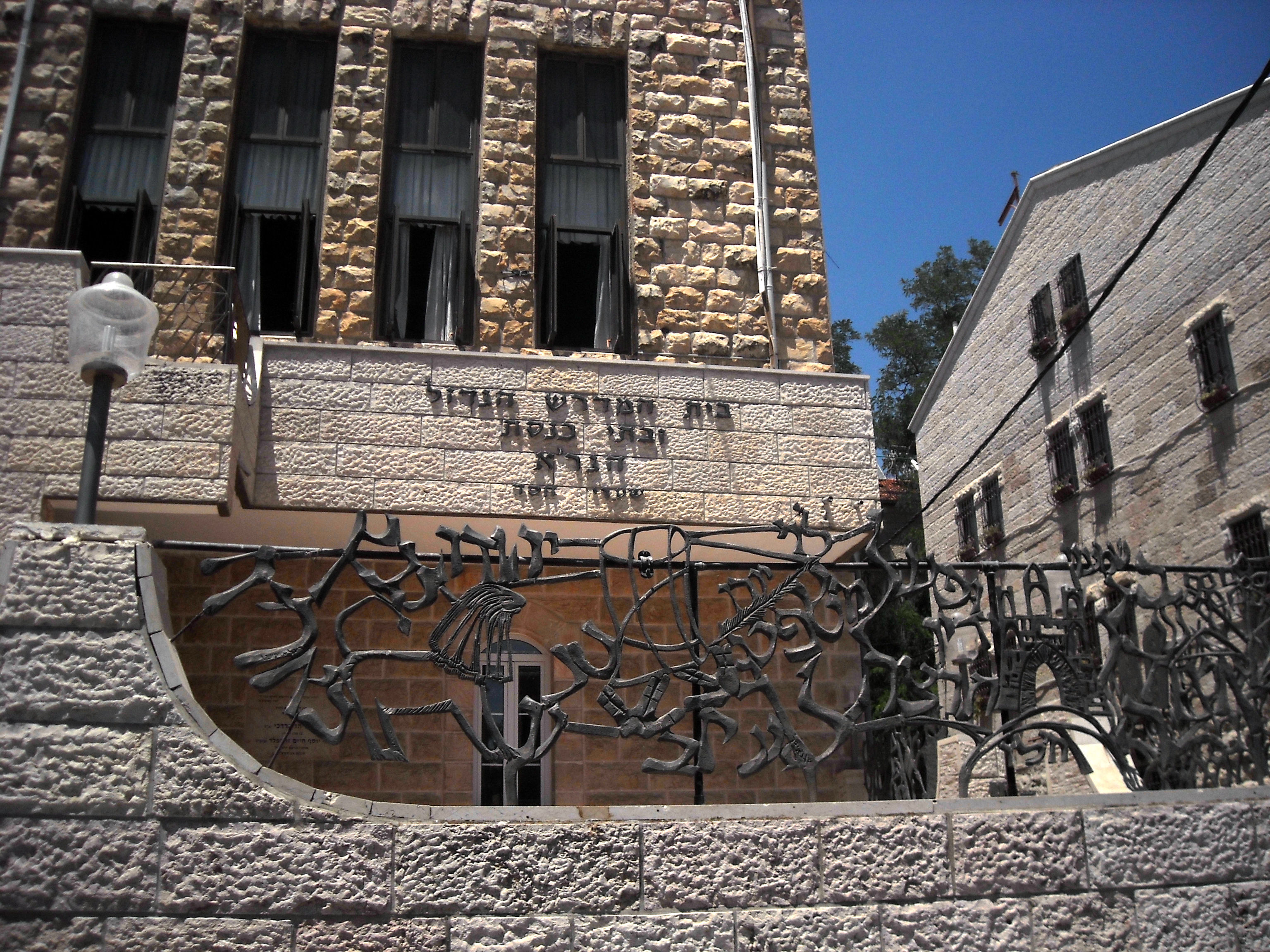
Sinagoga Vilna Gaon în Sha'arei Hesed, Ierusalim

Vilna Gaon a murit în 1797, în vârstă de 77 de ani, și a fost îngropat în cimitirul Šnipiškės din Vilnius, acum în Vechiul Žirmūnai. Cimitirul a fost închis de către autoritățile țariste ruse în 1831 și, parțial, s-a construit deasupra lui.
În 1950 autoritățile sovietice au planificat construirea unui stadion și a unei săli de concerte pe locul respectiv. Au permis ca rămășițele lui Vilna Gaon să fie reîngropate în cimitirul nou.

## Profeții
Se spune că i-ar fi transmis fiului său următoarea profeție:
Când auzi că rușii au cucerit „orașul” Crimeea, să știi că vremurile lui Mesia au început, că pașii lui se aud. Și când auzi că rușii au ajuns în orașul Constantinopol, ar trebui să-ți îmbraci hainele de Shabat și să nu le dai jos, pentru că înseamnă că Mesia este pe cale să vină în orice clipă.